# Cochín

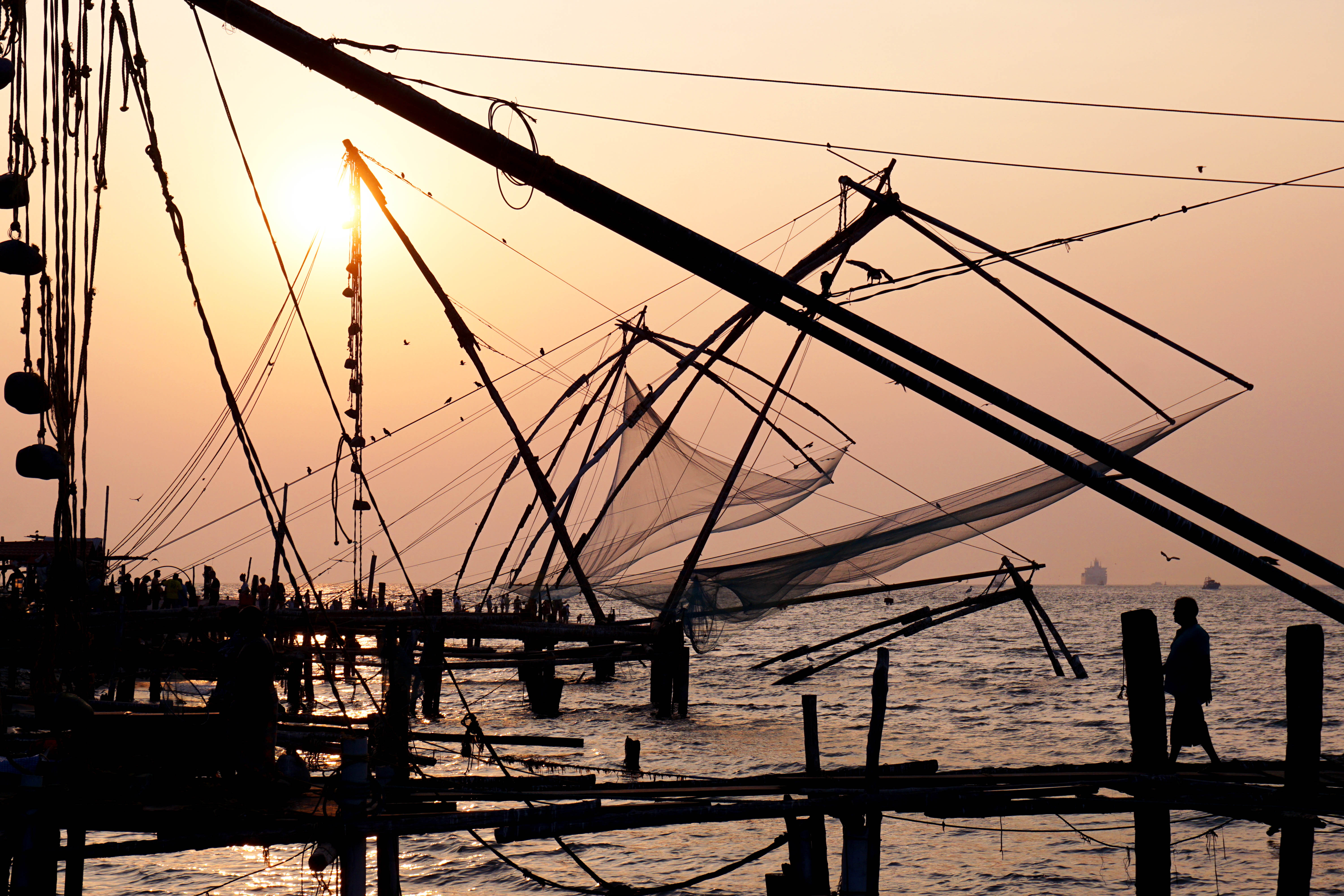
Pescadores en la costa de Cochín.

Cochín, oficialmente Kochi (malabar: കൊച്ചി), es una ciudad situada en el estado indio de Kerala. Es uno de los principales puertos marítimos del país y está ubicada en el distrito de Ernakulam, alrededor de 220 kilómetros (137 mi) al norte de la capital del Estado, Thiruvananthapuram. Tiene una población estimada de 600 000 habitantes, con una población metropolitana de alrededor de 1,5 millones, lo que la convierte en la aglomeración urbana más grande de Kerala y la segunda mayor ciudad del estado después de la capital. Cochín es también la ciudad más grande de India sin una mayoría hindú.
En el año 1102, Cochín se convirtió en la sede del Reino de Cochín (que no hay que confundir con la Cochinchina vietnamita), un principado que remonta su linaje al Imperio Kulasekhara. Considerada como la Reina del Mar Arábigo, Cochín era un importante centro de comercio de especias en la costa del Mar Arábigo desde el Siglo XIV. Los antiguos viajeros y comerciantes se referían a Cochín en sus escritos, aludiendo a ella como Cocym, Cochym, Cochin y Cochi. Ocupada por los portugueses en 1503, Cochín fue el emplazamiento del primer asentamiento colonial europeo en India. Permaneció como la capital de la India portuguesa hasta 1530, cuando prefirieron a Goa como su capital. Posteriormente, fue ocupada por los neerlandeses, los mysores y los británicos.
El 24 de enero de 1552, también fue visitada por misioneros españoles de la Compañía de Jesús, con la llegada del misionero San Francisco Javier, quien allí empezó a predicar y enseñar la doctrina católica.
Cochín entró en un período de crecimiento económico después del 2000, que incitó el desarrollo de la ciudad. Esto se debió a los avances que se produjeron en la industria del transporte, el comercio internacional, el turismo y las TICs. En la actualidad, es el centro comercial de Kerala, y una de las metrópolis secundarias de más rápido crecimiento en India. Como otras grandes ciudades en países en vías de desarrollo, Cochín continúa luchando con problemas de urbanización tales como la congestión del tránsito y el impacto ambiental.
Olas sucesivas de migración a través de varios milenios han hecho de Cochín un "crisol de razas" cultural. A pesar del riesgo de sobredesarrollo, mantiene su distintiva herencia colonial y una mezcla de tradición y modernidad.

## Toponimia
Las teorías acerca de la etimología del nombre "Kochi" son polémicas. Una sugiere que el nombre moderno de la ciudad deriva de la palabra malaya "koch azhi", que significa 'pequeño lago'. Otra versión menciona el nombre como un derivado de la palabra sánscrita "Go shree" que significa 'próspero con vacas'. Ciertos textos antiguos se refieren a la ciudad como "Balapuri" (en sánscrito, 'pequeño pueblo'), que se volvió Cochín con el paso del tiempo.

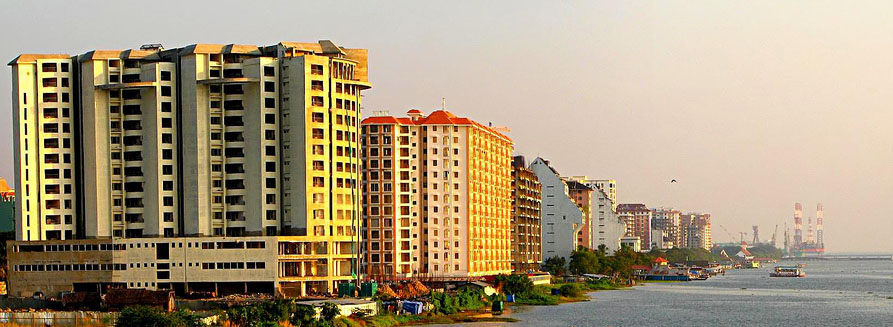
Vista de la costa de Cochín.

De acuerdo con algunas versiones, los comerciantes de la corte del soberano mogol Kublai Khan le dieron a Cochín el nombre de su tierra natal. Otra teoría es que Kochi deriva de la palabra "Kaci" que significa 'puerto'. Los relatos de los exploradores italianos Niccolò Da Conti (siglo XV) y Fra Paoline en el siglo XVII dicen que se llamaba "Kochchi", nombrada así por el río que conecta los remansos al mar.
Después de la llegada de los portugueses, y más tarde de los británicos, el nombre Cochín permaneció como la denominación oficial. La ciudad cambió su nombre a una adaptación de su supuesto nombre malabar original, Kochi, en 1996. Sin embargo, es llamada por lo general Cochín, y la corporación de ciudad mantuvo su nombre como Corporación de Cochín.

## Historia

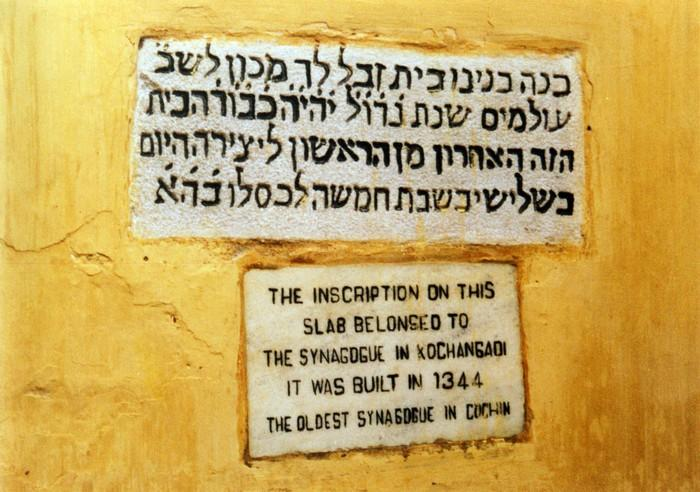
Inscripción hebrea en la Sinagoga Paradesi, la sinagoga más antigua en la Mancomunidad de Naciones

Kochi fue el centro del comercio de especias por muchos siglos, y era conocida por los yavanas, griegos, romanos, judíos, árabes y chinos desde tiempos antiguos. Kochi se volvió importante como centro de comercio después de que el puerto de Kodungallur (Cranganore) fuera destruido por una inundación masiva del río Periyar en 1341. Las primeras referencias documentadas de Kochi aparecen en los libros escritos por el viajante chino Ma Huan  durante su visita a Kochi en el siglo XV, como parte de la flota del tesoro del Almirante Zheng He. También hay referencias a Kochi en los relatos escritos por el viajante italiano Niccolò Da Conti, que visitó Kochi en 1440.
Según muchos historiadores, el Reino de Cochín comenzó su existencia en 1102, después de la caída del imperio Kulasekhara. El Reino de Cochín tenía autoridad sobre la región comprendida entre la actual ciudad de Cochín y las áreas contiguas. Era un reino hereditario y la familia que gobernaba sobre Cochín era conocida como la Familia Real de Cochín (Perumpadappu Swaroopam en la lengua vernácula local). El territorio principal de Cochín permaneció como la capital del principado desde el siglo XVIII. Sin embargo, durante buena parte de este período, estuvo bajo un gobierno exterior, y el rey a menudo sólo tenía privilegios titulares.
El Fuerte Kochi de Cochín fue el primer asentamiento europeo en India. Desde 1503 hasta el 7 de enero de 1663, el Fuerte Kochi fue gobernado por Portugal. Este período portugués fue un tiempo angustioso para los judíos de Cochín que vivían en la región, ya que la Inquisición estaba activa en la India portuguesa. Cochín albergaba la tumba de Vasco da Gama, el primer explorador europeo en navegar hacia India, quien estuvo enterrado en la Iglesia de San Francisco hasta que sus restos regresaron a Portugal en 1539. El dominio portugués fue seguido por el de los neerlandeses, quienes se habían aliado con los samorines para conquistar Cochín. Para 1773, el rey Mysore Hyder Ali extendió su conquista en la región Malabar de Cochín, forzándola a ser tributaria de Mysore. El cargo de primer ministro hereditario en Cochín, que era mantenido por los Paliath Achans, fue eliminado durante este período.
Mientras tanto, los neerlandeses, temiendo un estallido de la guerra en las Provincias Unidas, firmaron el Tratado anglo-holandés de 1814 con el Reino Unido, bajo el cual Cochín fue cedida al Reino Unido a cambio de la Isla de Bangka. Sin embargo, hay evidencias de que la población inglesa había llegado a la región antes de la firma del tratado.En 1866, el Fuerte Kochi se volvió un municipio, y sus primeras elecciones para el Consejo Municipal tuvieron lugar en 1883. El Maharajá de Cochín, que gobernó bajo el mandato de los británicos, comenzó en 1896 la administración local formando consejos en Mattancherry y Ernakulam. En 1925, la asamblea legislativa fue constituida debido a la presión pública sobre el Estado.
Hacia principios del siglo XX, el comercio en el puerto había aumentado sustancialmente, y la necesidad de desarrollarlo fue imperativa. El ingeniero portuario Robert Bristow fue traído a Cochín en 1920 bajo la dirección de Lord Willingdon, el entonces Gobernador de Madras. En un periodo de 21 años, transformó Cochín en uno de los puertos más seguros de la península, donde los barcos atracaban al lado del recientemente reclamado puerto interior, equipado con una larga formación de grúas de vapor.
En 1947, cuando India ganó su independencia del poder colonial británico, Cochín fue el primer principado en unirse a la Unión India voluntariamente.
En 1949 se fundó el Estado de Travancore-Cochín con la unión de Cochín y Travancore. El rey de Travencore era el Rajpramukh de la Unión de Travancore-Cochín desde 1949 hasta 1956. Travancore-Cochín, fue a su vez unido con el Distrito Malabar del Estado de Madras. Finalmente, el Acto de Reorganización de Estados de 1956 del Gobierno de India, inauguró un nuevo estado — Kerala — incorporando Travancore-Cochín (excluyendo los cuatro Taluks que fueron unidos con Tamil Nadul, el Distrito Malabar, y el taluk de Kasaragod, Kanara del Sur). El 9 de julio de 1960, el consejo de Mattancherry pasó una resolución—que fue enviada al gobierno—solicitando la formación de una carta puebla al combinar las municipalidades existentes de Fuerte Kochi, Mattancherry y Ernakulam. El gobierno designó una comisión para que estudiara la factibilidad de la unión propuesta. Basándose en este reporte, la Asamblea Legislativa de Kerala aprobó la formación de la corporación. El 1 de noviembre de 1967, exactamente once años después del establecimiento del Estado de Kerala, entró en funciones la Corporación de Cochín. La unión que llevó al establecimiento de la corporación se dio entre los municipios de Ernakulam, Mattancherry y Fuerte Kochi, junto con la Isla Willingdon, cuatro panchayats (Palluruthy, Vennala, Vyttila y Edappally), y las pequeñas islas de Gundu y Ramanthuruth.
Cochín sufrió un estancamiento económico en los años que siguieron a la independencia de la India. La economía de la ciudad tuvo su momento después de la liberalización económica de la India, introducida por el gobierno central a mediados de los noventa. Desde el 2000, el Sector servicios ha revitalizado la estancada economía de la ciudad. El establecimiento de varios parques industriales basados en tecnologías de la información (TICs) e infraestructura basada en puertos lanzaron un boom en la construcción y los bienes raíces en la ciudad. A través de los años, Cochín ha sido testigo de una rápida comercialización y ha crecido y se ha convertido en el centro comercial de Kerla.

## Geografía
Cochín está ubicada en la costa suroeste de la India en 9°58′N 76°13′E / 9.967, 76.217, abarcando un área de 94.88 km² (12mi²). Está ubicada en la parte norte de una península, alrededor de 19 km (12 mi) de longitud y 1.6 km (menos de 1 mi) de ancho. Al oeste está el mar Arábigo, al este los estuarios drenados por ríos perennes que se originan en los Ghats occidentales. Buena parte de Cochín se ubica a nivel del mar, con una costa de 48 km.
Los límites metropolitanos actuales de Cochín incluyen Ernakulam, el antiguo Cochín, los suburbios de Edapally, Kalamassery y Kakkanad al noreste; Tripunithura al sureste; y un grupo de islas esparcidas estrechamente en el lago Vembanad. La mayoría de estas islas son muy pequeñas, yendo de menos de un kilómetro cuadrado hasta seis kilómetros cuadrados (1,500 con menos de 250 acres).
El suelo está formado por sedimentos tales como aluvión, arenas cafés, etc. También se pueden encontrar suelos salinos hidromorfos en las áreas rodeando los remansos.
Los tipos predominantes de rocas que se encuentran son diques del Eón Arcaico, charnoquitas y gneis. El Santuario de Aves Mangalavanam, un área ecológicamente sensible, está ubicado en la parte central de la ciudad. Tiene una amplia colección de especies de manglar y es una zona de nidificación de una gran variedad de aves migratorias.
Bajo la clasificación climática de Köppen, Cochín cuenta con un clima de monzón tropical, la proximidad de Cochín al ecuador junto a su ubicación costera resulta en una escasa variación estacional de temperatura, con niveles de humedad de moderados a altos. Las temperaturas anuales van desde los 20 hasta los 35°C (68-95°F), siendo la temperatura más alta récord de 34 °C (96 °F) y la más baja de 17 °C (63 °F).
Desde junio hasta septiembre, el monzón del suroeste trae densas lluvias ya que Cochín se ubica a barlovento de los Ghats occidentales. Desde octubre hasta diciembre, Cochín recibe lluvia más ligera (aunque significativa) del monzón del noreste, ya que está a sotavento de este. La precipitación promedio anual es de 274 cm (108 in), con un promedio anual de 132 días de lluvia.

## Administración civil

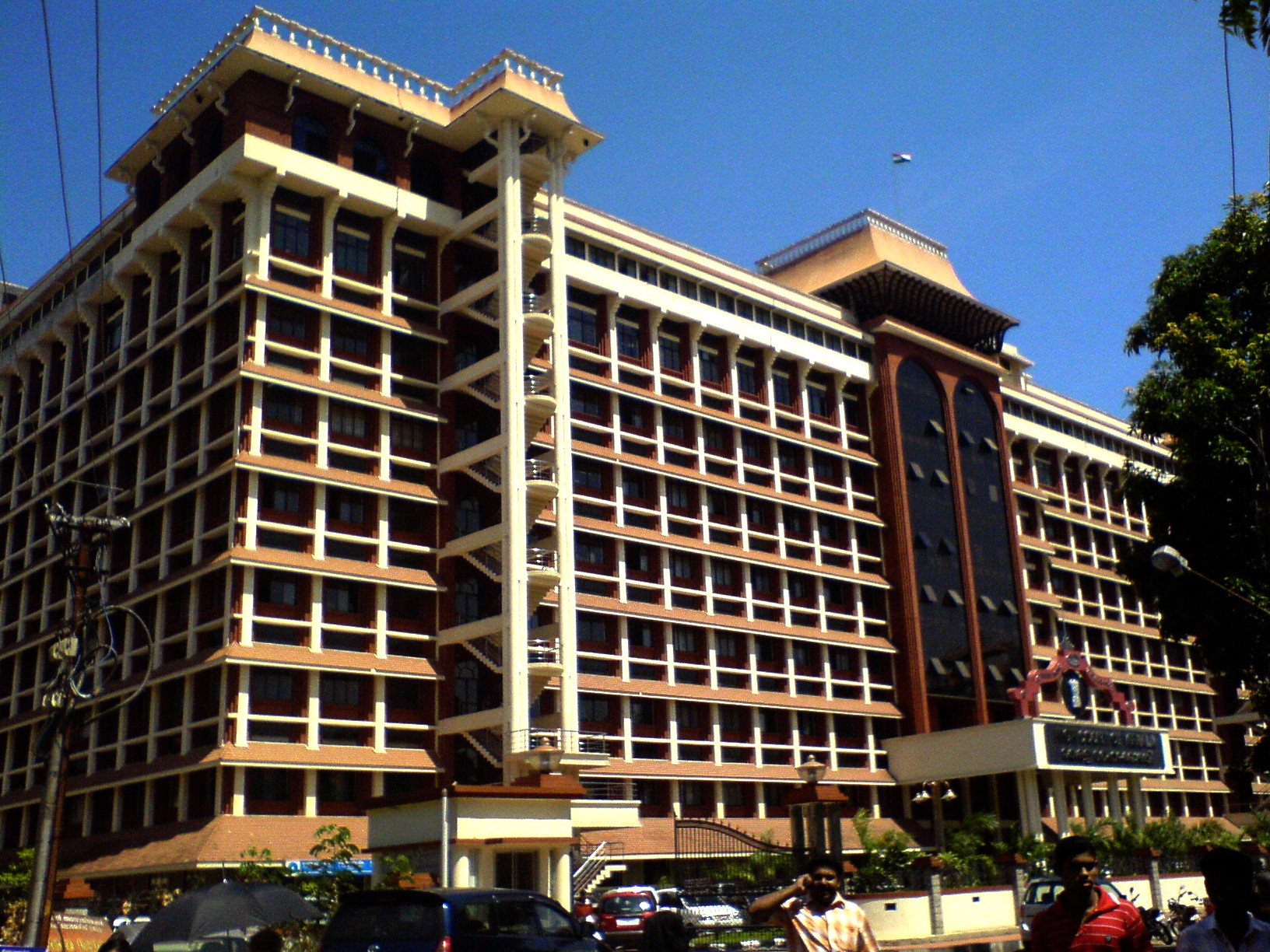
La Corte Suprema de Kerala en Ernakulam

La ciudad está administrada por la Corporación de Kochi, encabezada por un alcalde. Para propósitos administrativos, la ciudad está dividida en 70 distritos, de los que surgen los miembros del consejo de la corporación, quienes son electos por un periodo de cinco años. Anteriormente, Fuerte Kochi, Mattancherry y Ernakulam eran los tres municipios en el área de Cochín, que fue posteriormente unida para formar la Corporación de Cochín. La Corporación tenía su sede en Ernakulam, y oficinas regionales en Fuerte Cochín, Mattancherry, Pallaruthy, Edappally, Vaduthala y Vyttila. La administración general de la ciudad es manejada por el Departamento de Personal y la Sección de Consejo. Otros departamentos son el de planeación urbana, salud, ingeniería, ingresos y contabilidad. La corporación también es responsable por la eliminación de basura, manejo de aguas residuales y la provisión de agua potable, extraída del río Periyar. La electricidad es provista por la Kerala State Electricity Board.
La Greater Cochin Development Authority (GCDA) es la agencia gubernamental que inicia y supervisa el desarrollo de Cochín. La Policía de la Ciudad de Cochín está encabezado por un Comisario, un oficial del Servicio de Policía Indio (IPS). Incluye la policía vial, unidad de narcóticos, campos de reservas armadas, Oficina Distrital de Antecedentes Penales, Unidad para la Tercera Edad y Unidad para las Mujeres. Opera 19 comisarías de policía que funcionan bajo el Ministerio del Interior. Una oficina anticorrupción de la Oficina Central de Investigación también opera desde la ciudad. Cochín es la sede de la Suprema Corte de Justicia de Kerala, el cuerpo judicial más alto del estado.

## Economía

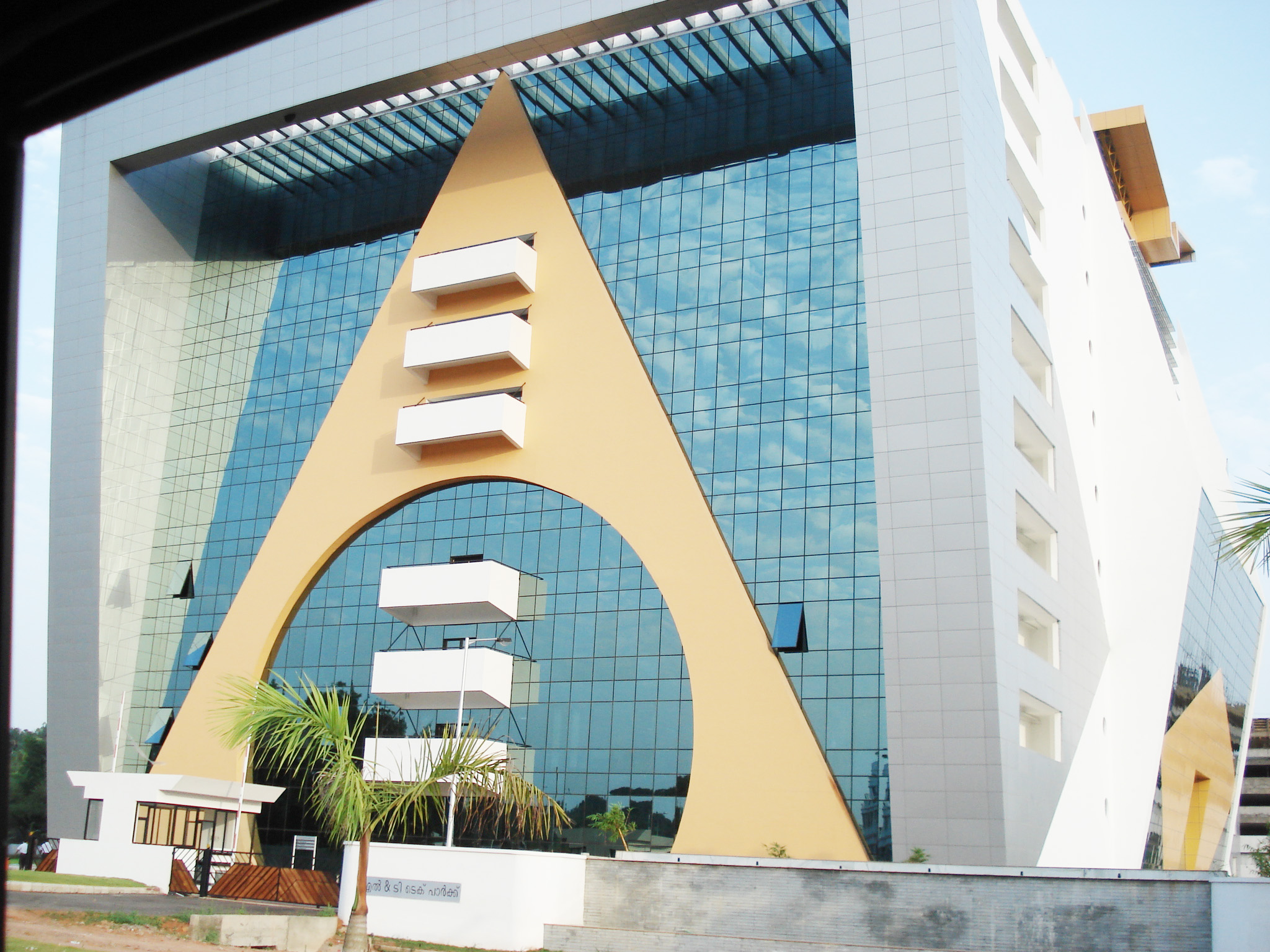
El edificio Tejomaya en InfoPark, Cochín

Cochín es conocida de manera no oficial como la capital económica de Kerala por volumen de transacciones; aunque, a diferencia de otras ciudades líderes del sur de la India, Cochín ha tenido una industrialización lenta.
En años recientes, la ciudad ha recibido fuertes inversiones, convirtiéndola en una de las ciudades secundarias de la India de más rápido crecimiento.
 El ingreso generado por los impuestos a las ventas en el área metropolitana de Cochín contribuye de manera importante a los ingresos del Estado.
La economía de la ciudad puede ser clasificada como una economía de negocios con énfasis en el sector servicios. Los sectores de servicio más importantes incluyen la venta al detalle de oro y textiles, exportaciones de productos marinos y especias, TICs, turismo, servicios de salud, servicios bancarios, construcción de barcos y la industria pesquera. La economía depende principalmente del comercio y la venta al detalle. Como en la mayor parte de Kerala, las remesas de la diáspora india son una importante fuente de ingresos. Eloor, situado a 17 km (10.5 mi) al norte de la ciudad, es el cinturón industrial más grande de Kerala, con más de 250 industrias manufactureras que producen productos químicos y petroquímicos, plaguicidas, tierras raras, químicos para procesar hule, fertilizantes, zinc, compuestos de zinc y cromo, y productos de cuero.
Cochín es la sede del Comando Naval del Sur, el principal centro de entrenamiento de la Marina India. El Astillero de Cochín, que eran las instalaciones más grandes para construcción naval, contribuye a la economía de la ciudad. El puerto pesquero, ubicado en Thoppumpady es uno de los más importantes en el Estado y prové pescados a mercados locales y extranjeros. Para aprovechar de mejor manera el potencial del puerto, están en vías de construcción una terminal internacional de cruceros y varias marinas .

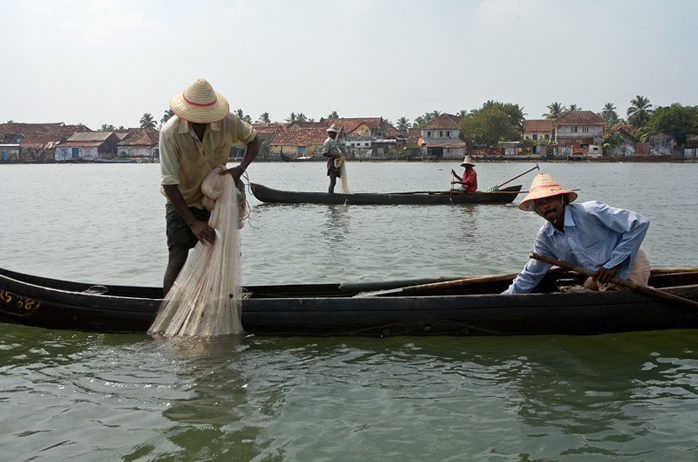
Pescadores en barcos tradicionales en los remansos. Cochín es un importante exportador de mariscos.

Las exportaciones y actividades relacionadas también contribuyen significativamente a su economía. El Puerto de Cochín maneja en la actualidad la exportación e importación de carga en contenedores en la Isla Willingdon. Una nueva terminal internacional de transbordo de contenedores está siendo construida en Vallarpadam, que se espera sea un importante puerto de transbordo en India.
La dependencia histórica de Cochín del comercio continúa hasta tiempos modernos, la ciudad es uno de los principales exportadores de especias y es la sede del International Pepper Exchange, donde se comercia con la pimienta negra. El Consejo de Especias de India tiene también su sede en Cochín.
Las industrias relacionadas con las TIC y las ITES han crecido en Cochín. La disponibilidad de ancho de banda a través de cables submarinos y los bajos costos operacionales en comparación con otras ciudades en la India, han sido una ventaja competitiva. Varios campos tecnológicos e industriales, incluidos los promovidos por el gobierno (InfoPark, Cochin Special Economic Zone y KINFRA Export Promotion Industrial Park) operan en las afueras de la ciudad. Varios polígonos industriales nuevos están siendo construidos en los suburbios. Sobha Hi-tech city y Maradu y SmartCity en Kakkanad sin importantes propuestas de proyectos.
El Aeropuerto Internacional de Cochín está en proceso de montar una aeropolis en Nedumbasserry
Cochín también cuenta con una refinería de petróleo - Kochi Refineries (BPCL) en Ambalamugal. Entre otros establecimientos del Gobierno Central ubicados en la ciudad destacan el Consejo de Desarrollo del Coco, el Consejo del Bonote de India y la Autoridad para el Desarrollo de la Exportación de Productos Marinos (MPEDA).